# Watergateschandaal

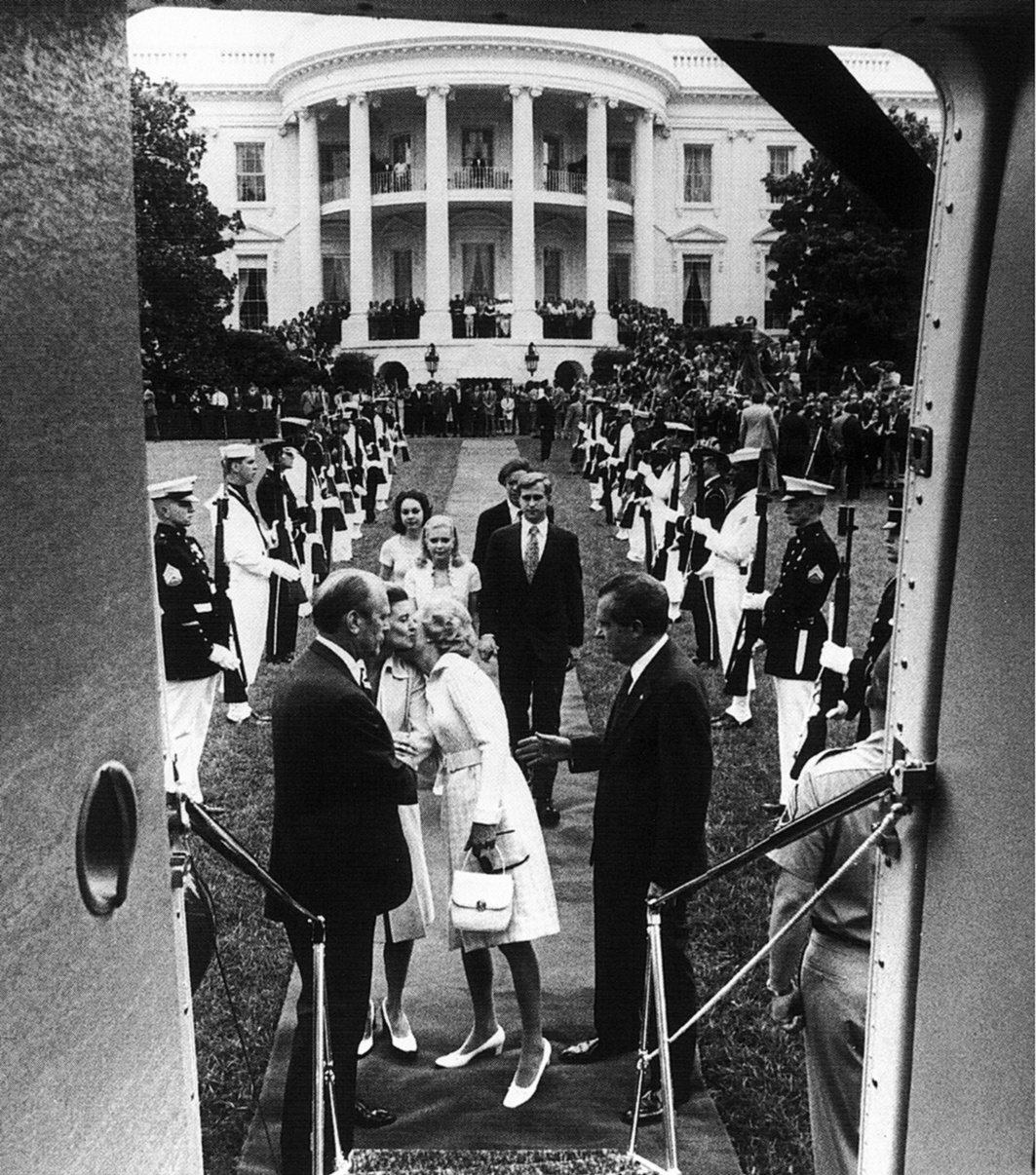
Nixon verlaat het Witte Huis na zijn aftreden

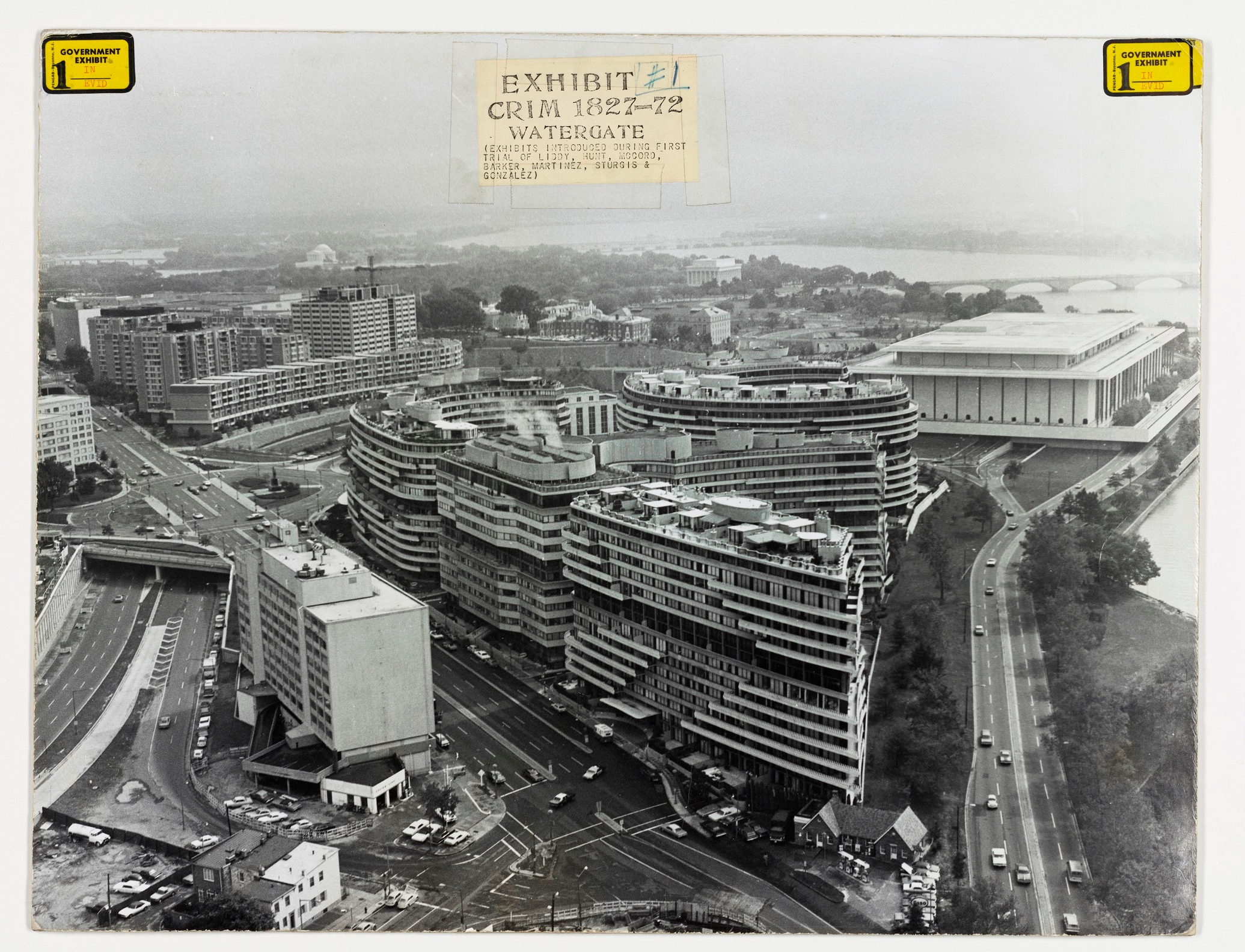
Het Watergatecomplex

Het Watergateschandaal of de Watergate-affaire was een langdurig en zwaarwegend politiek schandaal in de Verenigde  Staten, waarbij in de jaren 1970 stap voor stap publiek bekend werd dat ongeoorloofde methodes waren gebruikt in de campagne voor de herverkiezing van president Richard Nixon tijdens de presidentsverkiezingen van 1972. Onthullingen op basis van eigen speurwerk en onderzoek door met name de journalisten Carl Bernstein en Bob Woodward van The Washington Post, leidden uiteindelijk in 1974 tot het aftreden van de president, de enige keer dat dit is voorgekomen in de Amerikaanse geschiedenis. Het zorgde nog jaren nadien bij brede lagen van de bevolking voor een stemming van wantrouwen en teleurstelling in de hoge politiek.

## Geschiedenis

### Campagne presidentsverkiezingen
In november 1972 won Republikein Richard Nixon de Amerikaanse presidentsverkiezingen van de Democratische kandidaat George McGovern.
Een jaar eerder lagen de verhoudingen nog heel anders. In het Democratische kamp leek McGovern, die uit de linkerflank van de partij kwam, kansloos tegen de gematigde senator Edmund Muskie. Deze laatste leek op zijn beurt kansrijk tegen de impopulaire president Nixon, die zijn belofte om de Vietnamoorlog te beëindigen niet had waargemaakt.
Tijdens de campagne leken de Republikeinen de strategie van Muskie echter goed te doorzien. In hun speeches werd informatie gebruikt die rechtstreeks uit het campagneteam van de Democraten leek te komen, wat Muskie tot wanhoop dreef. George McGovern profiteerde van de verzwakking van Muskie en won de ene na de andere voorverkiezing, en ten slotte de nominatie.
Naar achteraf bleek was dit een strategie uitgestippeld in het campagneteam van Nixon. McGovern werd te radicaal geacht om ook maar enige kans te maken tegen Nixon in de presidentsverkiezing zelf en werd door manipulatie verkozen tot Democratische kandidaat in plaats van de veel sterkere Muskie. In de campagne voor het presidentschap ging vervolgens ook hij de nadelen ondervinden van inside-information waarover de Republikeinen leken te beschikken.

### Inbraak bij Democratische Partij in Watergatecomplex
Vijf maanden voor de verkiezingen, in de nacht van 17 juni 1972, arresteerde de politie vijf mannen tijdens een inbraak in het hoofdkantoor van de Democratische Partij, in het Watergatecomplex te Washington. Het vermoeden bestond, dat het doel van de inbraak het plaatsen van afluisterapparatuur was, al werd ook gespeculeerd dat het er om ging belastende papieren in handen te krijgen over betalingen van filmregisseur Howard Hughes aan Nixon, en om de Democraten met Hughes in verband te brengen. Larry O'Brien, de voorzitter van het campagneteam van de Democraten in wiens kantoor werd ingebroken, was sinds 1968 een betaalde lobbyist voor Hughes. 
Van de inbraak werd de volgende morgen verslag gedaan in het gerenommeerde internationaal verschijnende dagblad The Washington Post door de journalisten Alfred E. Lewis, Carl Bernstein en Bob Woodward. Korte tijd later kregen Bernstein en Woodward, die net bij de Post werkten, de identiteit boven water van twee van de inbrekers: E. Howard Hunt, Jr., een voormalige hooggeplaatste officier van de Amerikaanse inlichtingendienst CIA en G. Gordon Liddy, een voormalig FBI-agent die als adviseur was betrokken bij het herverkiezingscomité van president Nixon, het Committee to Re-elect the President, ofwel CREEP. De persstaf van het Witte Huis ontkende de betrokkenheid van de president en het herverkiezingscomité maar hiermee kwam de bal aan het rollen.
Later zou blijken dat de inbrekers op 28 mei 1972 hun eerste bezoek brachten aan het hoofdkantoor. Daarbij werden documenten gefotografeerd en werd afluisterapparatuur geplaatst. Directeur John Mitchell van het Republikeinse comité voor herverkiezing van de president was niet tevreden met de resultaten en liet de inbrekers nogmaals een bezoek brengen, waarbij het doel was beter materiaal in handen te krijgen.

### Veroordeling
Een jaar later werden de vijf inbrekers, plus Gordon Liddy en E. Howard Hunt, door rechter John Sirica schuldig bevonden aan de inbraak. Vooral door de journalisten Bob Woodward en Carl Bernstein van The Washington Post kwam de werkelijke toedracht van de inbraak boven water. De verslaggevers ontdekten dat de inbraak onderdeel was van een geheime operatie, geleid door president Richard Nixon, om de verkiezingscampagne van de Democraten te dwarsbomen. De president beweerde echter bij hoog en laag niets met de illegale acties van doen te hebben.
Woodward en Bernstein schreven op dat moment al maanden over de Watergate-affaire. Het spoor dat de verslaggevers volgden bracht hen steeds hoger op de politieke ladder. Op een gegeven moment leidde het zelfs direct naar het Witte Huis: de persoonlijke adviseur en advocaat van de president gaven opdracht om de Democratische campagne te saboteren.
Door het speurwerk van de jonge journalisten, gesteund door de uitgever van de krant, Katharine Graham, werd het verband tussen de inbraak en het Republikeinse comité voor herverkiezing van de president blootgelegd, alsmede illegaal handelen bij het financieren van zijn verkiezingscampagne van 1972. Ook werd aangetoond dat president Nixon routinematig bandopnamen van zijn vergaderingen en telefoongesprekken bijhield en werd om vrijgave verzocht, waardoor zijn betrokkenheid bij de inbraak kon worden bewezen. Nixon zelf bleef zijn onschuld volhouden. Toen de geluidsbanden werden opgeëist, ontsloeg hij speciaal aanklager Archibald Cox die deze procedure niet wilde laten stopzetten, hetgeen Nixon verder in moeilijkheden bracht.

### Aftreden

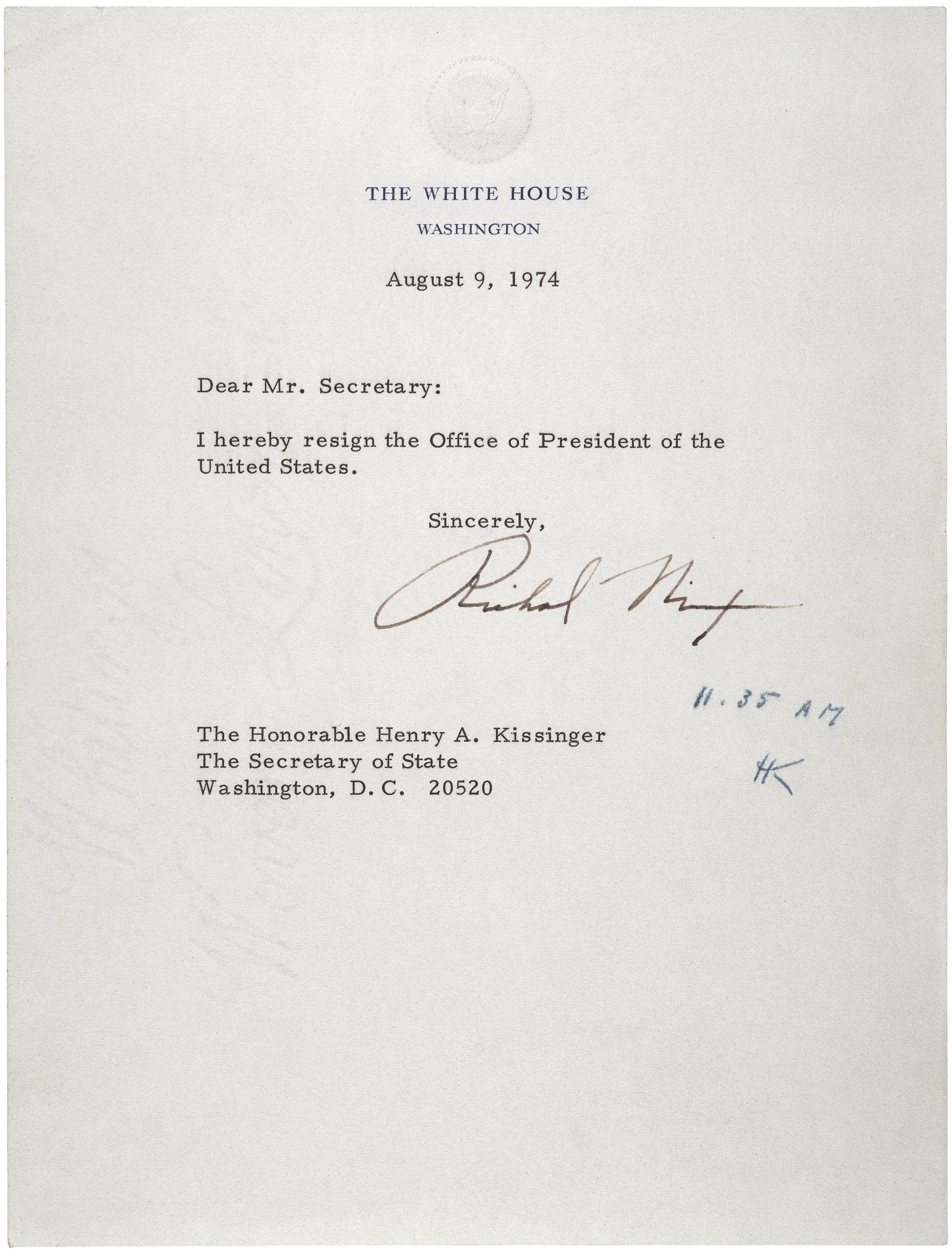
Ontslagbrief van Nixon

In 1973 werden de gevolgen van het schandaal voelbaar in het Witte Huis. Op 30 april 1973 vroeg Nixon zijn twee belangrijkste adviseurs Bob Haldeman en John Ehrlichman om op te stappen. Beiden werden uiteindelijk aangeklaagd wegens onder meer meineed en kregen een gevangenisstraf opgelegd. Tegelijkertijd werd Witte Huis-advocaat John Dean de wacht aangezegd.
In 1974 oordeelde het Hooggerechtshof dat de bandopnamen vrijgegeven moesten worden. Hiermee werd de betrokkenheid van Nixon (en zijn campagnestaf) bij zowel de inbraak als bij het verdoezelen van de gebeurtenissen bewezen, hoewel er een belangrijke passage gewist bleek te zijn. Om een impeachment te voorkomen trad Nixon op 9 augustus 1974 af. Zijn opvolger Gerald Ford verleende hem amnestie voor alle strafbare feiten die hij tijdens zijn presidentschap had of zou hebben begaan.
In 2003 verklaarde Jeb Magruder, speciale assistent van Nixon en leider van het comité tot herverkiezing van de president, dat Nixon niet alleen betrokken was bij de verdoezeling van de Watergate-inbraken, maar er ook telefonisch opdracht toe had gegeven.

### Publicaties
Woodward en Bernstein deden het Watergateschandaal uit de doeken in hun boeken All The President's Men en The Final Days.

### Gevolgen
Een van de gevolgen van het Watergateschandaal was dat China hierdoor nadien geen supermacht werd omdat de toezeggingen gedaan door Henry Kissinger aan Mao (tijdens de voorafgaande besprekingen in juli 1971 voor het bezoek van Nixon aan China) niet meer waar gemaakt konden worden. Het betrof namelijk de opheffing van het wapenembargo en het embargo op levering van geavanceerde technologie aan China.

### "Deep Throat"
Het Watergateschandaal betekende de doorbraak van de journalisten Bob Woodward en Carl Bernstein, die voor The Washington Post het schandaal blootlegden. Ze kregen informatie van iemand die ze beschermden en "Deep Throat" werd genoemd. Ook journalist Hunter S. Thompson schreef veel over het Watergateschandaal. Hij dacht dat Gordon Liddy "Deep Throat" moest zijn geweest. Op 31 mei 2005 onthulde de voormalige FBI-onderdirecteur Mark Felt dat hij "Deep Throat" was geweest. Dit werd door Woodward, Bernstein en anderen bevestigd in The Washington Post.
Daags na het aftreden van Nixon drukte The Washington Post op haar befaamde advertentiepagina met banen een grote foto af van Gerald Ford, met als opschrift het bekende motto voor de succesverhalen van diezelfde pagina: "I got my job through the Washington Post".

## En verder
- Sinds het Watergateschandaal wordt de uitgang "-gate" veelvuldig gebruikt om een politiek schandaal aan te duiden, zoals in Irangate of Climategate. Zie ook -gate.
- Het boek All the President's Men is in 1976 verfilmd door regisseur Alan J. Pakula met Robert Redford en Dustin Hoffman in de rollen van Woodward en Bernstein, zie All the President's Men
- In 2017 is een speelfilm gemaakt over de klokkenluider, Mark Felt: The Man Who Brought Down the White House (2017) met Liam Neeson in de hoofdrol als Mark Felt.